# Blasewitz (Stadtbezirk)
Der Stadtbezirk Blasewitz ist ein Stadtbezirk im Osten der sächsischen Landeshauptstadt Dresden.
In dem Stadtbezirk leben rund 90.000 Menschen und damit etwa 16 % aller Dresdner. Er schließt sich östlich an den Stadtbezirk Altstadt auf der linken Elbseite an. Mit Wirkung vom 13. September 2018, dem Tag der öffentlichen Bekanntmachung der entsprechenden Hauptsatzungsänderung, ersetzte die Bezeichnung Stadtbezirk die ursprüngliche Bezeichnung Ortsamtsbereich. Entsprechend wurden aus Ortsbeirat, Ortsamt und Ortsamtsleiter die neuen Bezeichnungen Stadtbezirksbeirat, Stadtbezirksamt und Stadtbezirksamtsleiter.

## Gliederung
Der Stadtbezirk ist in folgende sieben statistische Stadtteile gegliedert:
- Blasewitz mit Neugruna
- Striesen (unterteilt in Striesen-Ost, Striesen-West und Striesen-Süd mit Johannstadt-Südost), mit etwa 33.000 Einwohnern Dresdens einwohnerreichster Stadtteil
- Tolkewitz/Seidnitz-Nord, bestehend aus Tolkewitz und dem Norden von Seidnitz
- Seidnitz/Dobritz, bestehend aus Seidnitz ohne Seidnitz-Nord und Dobritz ohne Dobritz-Süd
- Gruna mit Strehlen-Nordost, bestehend aus Gruna ohne Neugruna und dem Nordosten Strehlens

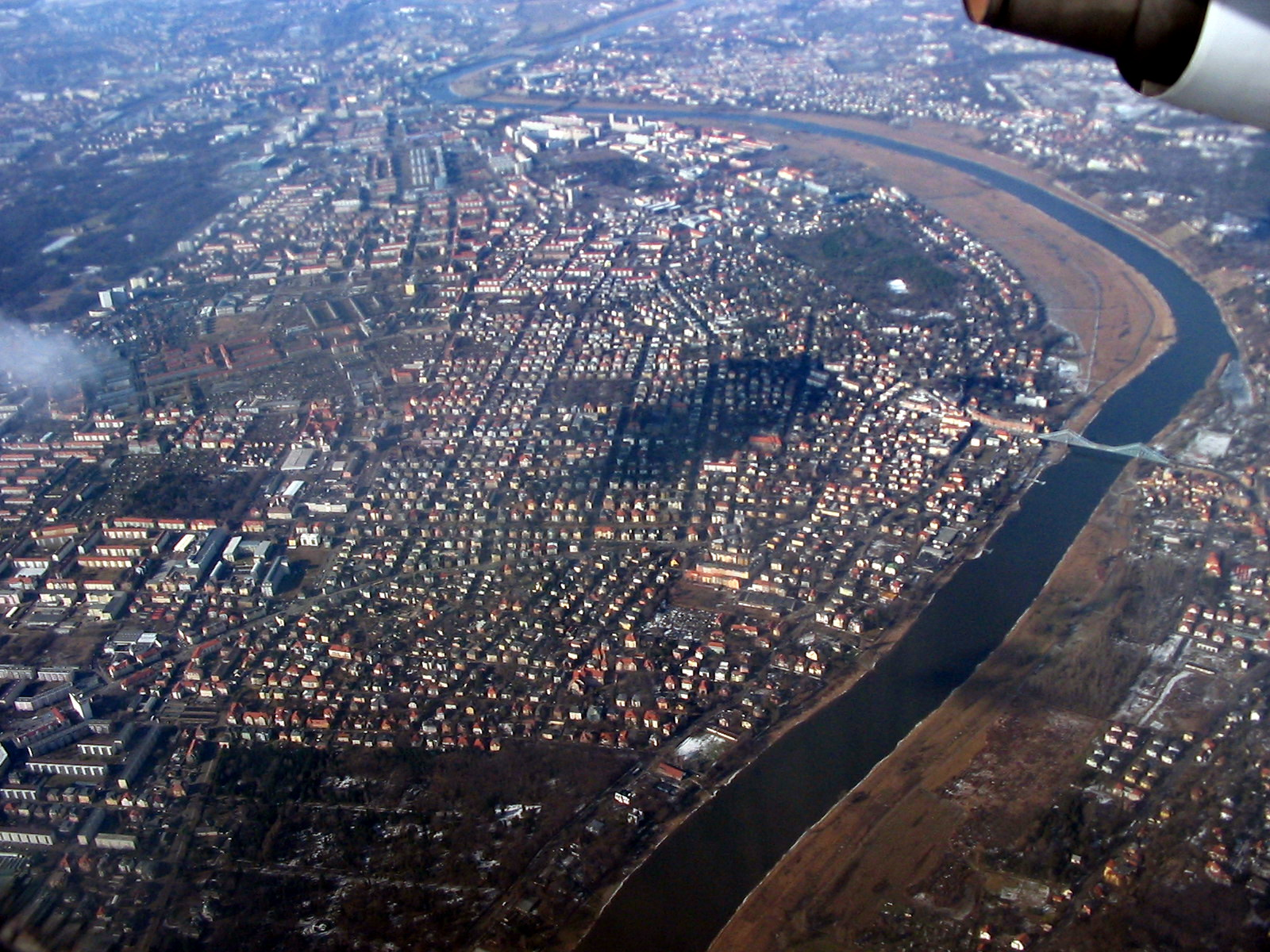
Der Stadtbezirk Blasewitz erstreckt sich zwischen der Elbe, dem Großen Garten (am linken Bildrand) und der Innenstadt (halblinks im Hintergrund).

Der Stadtbezirk besteht vorwiegend aus Stadtteilen in offener Bebauung und ist trotzdem der am dichtesten besiedelte Stadtbezirk Dresdens. Allen voran war der namensgebende heutige Stadtteil Blasewitz ein beliebter Wohnvorort wohlhabender Dresdner Bürger. Die dichte Besiedelung resultiert vor allem durch die Stadtteile von Striesen und Gruna, wo bereits ab der 1880er Jahre in einzelnen Parzellen Stadtvillen und städtische Mehrfamilienhäuser erbaut wurden und die trotz des Grünanteils eine urban stark verdichtete Bebauung entstehen ließen: Wilst du dein Leben genießen, ziehe nach Striesen war ein Werbespruch der damaligen Zeit. Während Striesen bereits seit 1892 Teil von Dresden ist, wurde Blasewitz erst 1921 auf Grund der Inflation der Jahre nach dem Ersten Weltkrieg und der für die Gemeinde nicht mehr lösbaren Haushaltsprobleme nach Dresden eingemeindet.

## Politik

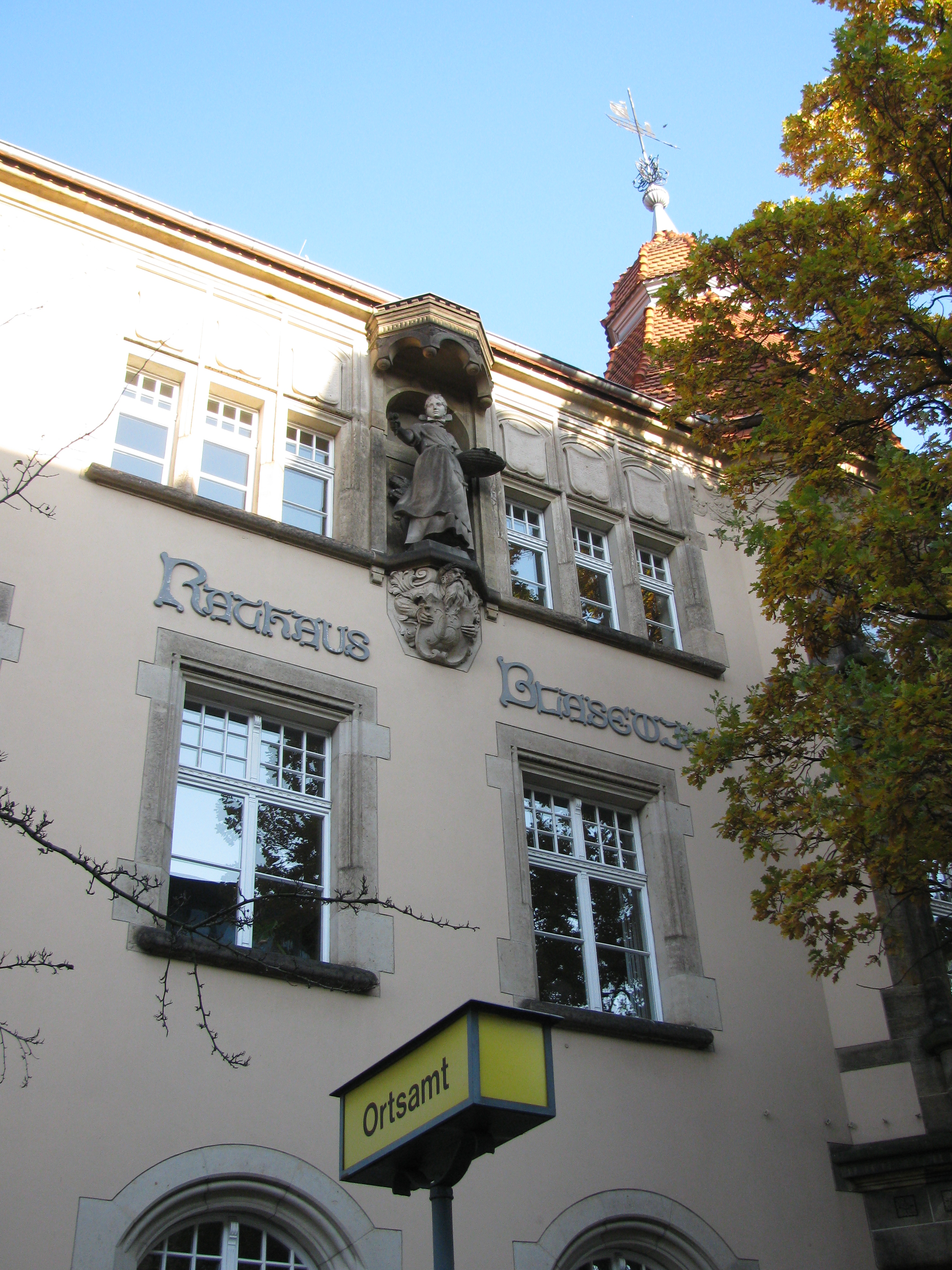
Fassade des Blasewitzer Rathauses mit der Figur der Gustel von Blasewitz

Die Sitzverteilung im Stadtbezirksbeirat richtet sich nach der Stimmverteilung bei der Stadtratswahl im Stadtbezirk.
| Stadtbezirksbeiratswahl Blasewitz 2024Wahlbeteiligung: 72,1 % 3020100 20,8 %20,5 %16,6 %10,7 %9,3 %9,2 %3,8 %3,8 %3,1 %1,5 %0,8 % AfDCDUGrüneSPDLinkeTZ/BS24fPiratenFDPFWFBDjDissDDAnmerkungen:f Team Zastrow/Bündnis Sachsen 24j Freie Bürger Dresden | Sitzverteilung im Stadtbezirksbeirat Blasewitz seit 2024Insgesamt 24 Sitze - Linke: 2 - Grüne: 4 - Piraten: 1 - SPD: 3 - FW: 1 - TZ/BS24: 2 - CDU: 5 - FDP: 1 - AfD: 5 |

### Sitzverteilung seit 2004
| Jahr | Grüne | CDU | AfD | Linke | SPD | FDP | Freie Wähler | FBD | Piraten | NPD | BüBü | Sonstige             | Gesamt |
| ---- | ----- | --- | --- | ----- | --- | --- | ------------ | --- | ------- | --- | ---- | -------------------- | ------ |
| 2004 | 3     | 5   | –   | 4     | 2   | 1   | –            | 1   | –       | –   | –    | VoSo, BüLi, NB: je 1 | 19     |
| 2009 | 3     | 6   | –   | 3     | 2   | 2   | –            | 1   | –       | 1   | 1    | –                    | 19     |
| 2010 | 3     | 7   | –   | 3     | 2   | 3   | –            | 1   | –       | 1   | 1    | –                    | 21     |
| 2014 | 4     | 7   | 1   | 5     | 3   | 1   | –            | 1   | 1       | –   | –    | –                    | 24     |
| 2019 | 6     | 5   | 4   | 4     | 2   | 2   | 1            | –   | –       | –   | –    | –                    | 24     |
| 2024 | 4     | 5   | 5   | 2     | 3   | 1   | 1            | –   | 1       | –   | –    | TZ/BS24: 2           | 24     |

### Wahlen
Bei den Stadtratswahlen wird der Stadtbezirk Blasewitz in zwei Wahlkreise eingeteilt:
- Wahlkreis 7 – Blasewitz, Striesen
- Wahlkreis 8 – Dobritz, Gruna, Seidnitz, Tolkewitz

## Entwicklung der Einwohnerzahl
| Jahr | Einwohner |
| ---- | --------- |
| 1990 | 81.501    |
| 1992 | 79.965    |
| 1994 | 77.018    |
| 1995 | 75.160    |
| 1996 | 72.454    |
| 1998 | 70.453    |
| 2000 | 74.470    |
| 2001 | 75.573    |
| 2002 | 76.420    |
| 2003 | 76.784    |

| Jahr | Einwohner |
| ---- | --------- |
| 2004 | 77.278    |
| 2005 | 78.063    |
| 2006 | 79.292    |
| 2007 | 80.389    |
| 2008 | 81.157    |
| 2009 | 81.726    |
| 2010 | 82.258    |
| 2011 | 83.227    |
| 2012 | 84.283    |
| 2013 | 85.209    |

| Jahr | Einwohner |
| ---- | --------- |
| 2014 | 86.197    |
| 2015 | 86.937    |
| 2016 | 87.971    |
| 2017 | 88.917    |
| 2018 | 89.316    |
| 2019 | 89.415    |

## Stadtbezirksamt
Das Stadtbezirksamt Blasewitz hat seinen Sitz im Blasewitzer Rathaus an der Naumannstraße nahe dem Schillerplatz.